# 485 Genua
485 Genua је астероид главног астероидног појаса са пречником од приближно 63,88 km.
Афел астероида је на удаљености од 3,273 астрономских јединица (АЈ) од Сунца, а перихел на 2,223 АЈ.
Ексцентрицитет орбите износи 0,191, инклинација (нагиб) орбите у односу на раван еклиптике 13,858 степени, а орбитални период износи 1664,590 дана (4,557 године).
Апсолутна магнитуда астероида је 8,30 а геометријски албедо 0,207.
Астероид је откривен 7. маја 1902. године.